# Rudolf Apponyi von Nagy-Appony
Rudolf Apponyi von Nagy-Appony, noto anche come Rudolf Apponyi (Karlsruhe, 1º agosto 1812 – Venezia, 31 marzo 1876), è stato un diplomatico e nobile austriaco.

## Biografia

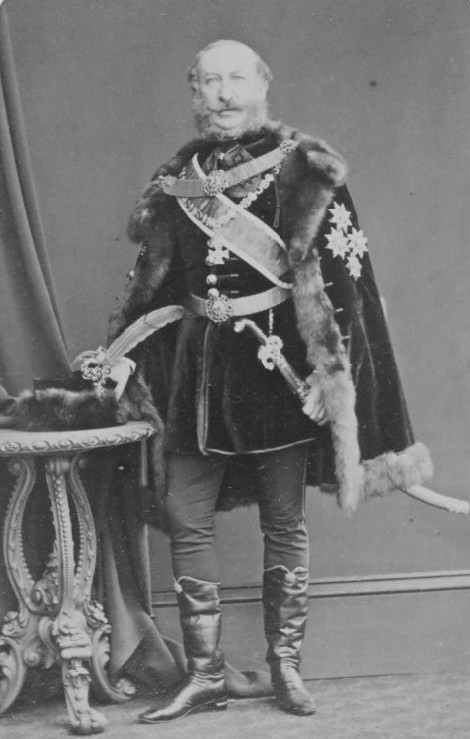
Il conte Apponyi nel tradizionale costume ungherese

Nato a Karlsruhe, nell'allora Granducato di Baden, Rudolf era membro della nobile famiglia ungherese degli Apponyi. Come suo padre prima di lui, infatti, Rudolf entrò giovanissimo nel servizio diplomatico austriaco e nel corso della sua lunga carriera ricoprì incarichi di notevole prestigio.
Ambasciatore nell'elettorato d'Assia e nel granducato di Baden (1847–1849), divenne quindi ambasciatore alla corte di Torino (1849-1853) e poi nel regno di Baviera (1853-1856).
Il 7 marzo 1856 divenne inviato austriaco a Londra, elevato al rango di ambasciatore il 28 ottobre 1860, rimanendovi sino all'8 novembre 1871. Con tale ruolo prese parte alla conferenza di Londra del 1864.
Successivamente divenne ambasciatore austriaco a Parigi (13 dicembre 1871 – 30 aprile 1876). Nel 1875 siglò la Convention du Mètre a Parigi per conto dell'Austria-Ungheria.
Tra i suoi figli si ricordano il diplomatico e bibliofilo Sándor Apponyi (Alexander Apponyi von Nagy-Appony) (1844-1925) che gli succedette nei titoli di famiglia e Ilona (1848-1914), che sposò nel 1866 il principe Paolo Borghese, IX principe di Sulmona.

## Ascendenza
|                                                         |   |                                                                        | Genitori                                              |  |  | Nonni |  |  | Bisnonni                             |  |  | Trisnonni                    |  |
|                                                         |   |                                                                        |                                                       |  |  |       |  |  | György László Apponyi de Nagy-Appony |  |  | Lázár Apponyi de Nagy-Appony |  |
|                                                         |   |                                                                        |                                                       |  |  |       |  |  | György László Apponyi de Nagy-Appony |  |  | Lázár Apponyi de Nagy-Appony |  |
|                                                         |   | Rebecca Viczay de Loós et Hédervár                                     |                                                       |  |  |       |  |  | György László Apponyi de Nagy-Appony |  |  |                              |  |
| Antal Apponyi de Nagy-Appony                            |   |                                                                        |                                                       |  |  |       |  |  | György László Apponyi de Nagy-Appony |  |  |                              |  |
|                                                         |   | Maria Franziska Josefa von Lamberg-Sprinzenstein                       | Franz Anton von Lamberg-Sprinzenstein                 |  |  |       |  |  |                                      |  |  |                              |  |
|                                                         |   | Maria Franziska Josefa von Lamberg-Sprinzenstein                       | Franz Anton von Lamberg-Sprinzenstein                 |  |  |       |  |  |                                      |  |  |                              |  |
|                                                         |   | Maria Franziska Josefa von Lamberg-Sprinzenstein                       | Maria Jozefa Esterházy de Galántha                    |  |  |       |  |  |                                      |  |  |                              |  |
| Antal Rudolf Apponyi de Nagy-Appony                     |   | Maria Franziska Josefa von Lamberg-Sprinzenstein                       |                                                       |  |  |       |  |  |                                      |  |  |                              |  |
|                                                         |   | Nikolaus Sebastian zu Lodron-Laterano und Castelromano                 | Hieronymus Joseph zu Lodron-Laterano und Castelromano |  |  |       |  |  |                                      |  |  |                              |  |
|                                                         |   | Nikolaus Sebastian zu Lodron-Laterano und Castelromano                 | Hieronymus Joseph zu Lodron-Laterano und Castelromano |  |  |       |  |  |                                      |  |  |                              |  |
|                                                         |   | Nikolaus Sebastian zu Lodron-Laterano und Castelromano                 | Anna Margaretha von Wolkenstein-Trostburg             |  |  |       |  |  |                                      |  |  |                              |  |
| Maria Karolina Anna zu Lodron-Laterano und Castelromano |   | Nikolaus Sebastian zu Lodron-Laterano und Castelromano                 |                                                       |  |  |       |  |  |                                      |  |  |                              |  |
|                                                         |   | Maria Anna von Harrach zu Rohrau                                       | Friedrich August von Harrach-Rohrau                   |  |  |       |  |  |                                      |  |  |                              |  |
|                                                         |   | Maria Anna von Harrach zu Rohrau                                       | Friedrich August von Harrach-Rohrau                   |  |  |       |  |  |                                      |  |  |                              |  |
|                                                         |   | Maria Anna von Harrach zu Rohrau                                       | Marie Eleonore von Liechtenstein                      |  |  |       |  |  |                                      |  |  |                              |  |
| Rudolf Apponyi von Nagy-Appony                          |   | Maria Anna von Harrach zu Rohrau                                       |                                                       |  |  |       |  |  |                                      |  |  |                              |  |
|                                                         | … | …                                                                      |                                                       |  |  |       |  |  |                                      |  |  |                              |  |
|                                                         | … | …                                                                      |                                                       |  |  |       |  |  |                                      |  |  |                              |  |
|                                                         | … | …                                                                      |                                                       |  |  |       |  |  |                                      |  |  |                              |  |
| Joseph Dinadan Nogarola                                 | … |                                                                        |                                                       |  |  |       |  |  |                                      |  |  |                              |  |
|                                                         |   | …                                                                      | …                                                     |  |  |       |  |  |                                      |  |  |                              |  |
|                                                         |   | …                                                                      | …                                                     |  |  |       |  |  |                                      |  |  |                              |  |
|                                                         |   | …                                                                      | …                                                     |  |  |       |  |  |                                      |  |  |                              |  |
| Maria Therese Nogarola                                  |   | …                                                                      |                                                       |  |  |       |  |  |                                      |  |  |                              |  |
|                                                         |   | Hermann Joseph Emanuel von Lerchenfeld-Siessbach-Prennberg             | Joseph von Lerchenfeld-Siessbach-Prennberg            |  |  |       |  |  |                                      |  |  |                              |  |
|                                                         |   | Hermann Joseph Emanuel von Lerchenfeld-Siessbach-Prennberg             | Joseph von Lerchenfeld-Siessbach-Prennberg            |  |  |       |  |  |                                      |  |  |                              |  |
|                                                         |   | Hermann Joseph Emanuel von Lerchenfeld-Siessbach-Prennberg             | Marie Barbara von Seyboltsdorff                       |  |  |       |  |  |                                      |  |  |                              |  |
| Magdalena von Lerchenfeld-Siessbach-Prennberg           |   | Hermann Joseph Emanuel von Lerchenfeld-Siessbach-Prennberg             |                                                       |  |  |       |  |  |                                      |  |  |                              |  |
|                                                         |   | Maria Josepha Johanna Baptista Walburga von Hasslang zu Hasslangkreuth | Joseph Franz von Hasslang                             |  |  |       |  |  |                                      |  |  |                              |  |
|                                                         |   | Maria Josepha Johanna Baptista Walburga von Hasslang zu Hasslangkreuth | Joseph Franz von Hasslang                             |  |  |       |  |  |                                      |  |  |                              |  |
|                                                         |   | Maria Josepha Johanna Baptista Walburga von Hasslang zu Hasslangkreuth | Maria Ernestina von Wartenberg                        |  |  |       |  |  |                                      |  |  |                              |  |
|                                                         |   | Maria Josepha Johanna Baptista Walburga von Hasslang zu Hasslangkreuth |                                                       |  |  |       |  |  |                                      |  |  |                              |  |